# 短新亮麗鯛
短新亮麗鯛，為輻鰭魚綱鱸形目隆頭魚亞目慈鯛科的其中一種，分布於非洲坦干伊喀湖流域，為特有種，體長可達5.5公分，棲息在中底層水域，以浮游生物為食，可作為觀賞魚。

## 擴展閱讀
維基物種上的相關：短新亮麗鯛